# Liang Chong
Dans ce nom, le nom de famille, Liang, précède le nom personnel.
Liang Chong est un joueur d'échecs chinois né le 29 janvier 1980 à Canton (Chine), grand maître international depuis 2004.

## Carrière
Liang a représenté la Chine lors des championnats du monde de 1999 (battu au premier tour par Goran Dizdar) et 2001-2002 (battu au premier tour par Aleksandr Motyliov).
Il participa à l'olympiade d'échecs de 2000 comme premier remplaçant et au championnat du monde d'échecs par équipes de 2005 comme deuxième échiquier de réserve, remportant la médaille d'argent par équipe.